# Kurt Müller (Politiker, 1925)

Kurt Müller

Kurt Müller (* 16. März 1925 in Zürich; † 8. Februar 2016; heimatberechtigt in Löhningen und Meilen) war ein Schweizer Politiker (FDP) und Journalist.

## Biografie

### Familie und Beruf
Kurt Müller, Sohn des Fabrikanten Jakob Müller und dessen Frau Martha geborene Imhoof, wandte sich nach dem Erwerb der Maturität dem Studium der Geschichte und deutschen Literatur an der Universität Zürich zu, das er 1950 mit der Promotion zum Dr. phil. abschloss. Im Anschluss betrieb er weiterführende Studien in neuerer Geschichte sowie Politologie an den Universitäten Neapel, Paris und Oxford. Nach einer kurzen Tätigkeit als Mittelschullehrer trat er 1953 eine Stelle als Inlandredaktor bei der Neuen Zürcher Zeitung (NZZ) an, 1967 wurde er zum Chef der Inlandredaktion bestellt, 1990 wurde er feierlich verabschiedet.
Kurt Müller heiratete im Jahre 1955 Lucie, die Tochter des Eduard Gut.

### Politischer Werdegang
Der der Freisinnig-Demokratischen Partei beigetretene Kurt Müller präsidierte in den Jahren 1971 bis 1976 die FDP Meilen. Auf kantonaler Ebene erfolgte 1971 seine Wahl in den Zürcher Kantonsrat, dem er im Amtsjahr 1979/80 als Präsident vorstand. Nach seinem Ausscheiden aus dem Zürcher Kantonsrat im Jahre 1984 wählte ihn das Volk in den Nationalrat, dort galt sein Engagement als Mitglied der FDP-Fraktion sowie der ständigen Verkehrskommission der Bahn 2000 und der Jurafrage; so organisierte er ein geheimes Treffen zwischen Roland Béguelin und Bundesrat Kurt Furgler in Feldmeilen. Kurt Müller trat im Jahre 1991 zurück.
Kurt Müller präsidierte darüber hinaus von 1986 bis 1990 die Europäische Konferenz für Menschenrechte und Selbstbestimmung, von 1988 bis 2001 die Aktion Begegnung 91, anschliessend ihre Nachfolgeorganisation Verein Begegnung 91-2001 sowie von 1982 bis 1994 die Arbeitsgruppe Kirche und Politik der FDP Kanton Zürich. Müller gehörte dem Vorstand des Schweizer Feuilleton-Dienstes (SFD) sowie der Schweizerischen Helsinki-Vereinigung an.
Kurt Müller trat überdies als Verfasser von Schriften zur Jurafrage, zum Liberalismus sowie zur Sozialdemokratie hervor.

## Publikationen
als Autor:
- Bürgermeister Conrad Melchior Hirzel 1793–1843. Hirzel, Zürich 1952 (Dissertation)
- mit Otto Frei: Die Hintergründe der Jurakrise. Buchverlag Neue Zürcher Zeitung, Zürich 1965.
- Mehr Vertrauen in die Zukunft: Liberalismus als politische Chance. Verlag Neue Zürcher Zeitung, Zürich 1986.

als Herausgeber:
- Minderheiten im Konflikt: Fakten, Erfahrungen, Lösungskonzepte. Verlag Neue Zürcher Zeitung, Zürich 1993.